# Feuerland-Austernfischer
Der Feuerland-Austernfischer (Haematopus leucopodus) ist eine Vogelart aus der monogenerischen Familie der Austernfischer. Sie kommt ausschließlich in Südamerika vor.

## Erscheinungsbild
Der Feuerland-Austernfischer erreicht eine Körperlänge von 42 bis 46 Zentimeter. Die Flügellänge beträgt 23,7 bis 26,7 Zentimeter. Das Gewicht variiert zwischen 585 und 700 Gramm. Ein auffälliger Sexualdimorphismus besteht nicht, die Weibchen sind jedoch tendenziell etwas schwerer und haben einen etwas längeren Schnabel. Dieser ist etwas matter rot gefärbt als bei den Männchen.
Der Feuerland-Austernfischer weist wie viele andere Arten aus der Gattung der Austernfischer ein auffälliges schwarz-weißes Gefieder und einen langen roten Schnabel auf. Adulte Vögel haben einen glänzenden schwarzen Kopf, eine ebenso gefärbte Brust und Körperoberseite. Der Bauch und die Unterflügeldecken sind rein weiß. Der lange Schnabel ist leuchtend orange-rot, die Beine und Füße sind matt rosa. Die Augen und die Augenringe sind leuchtend zitronengelb. Jungvögel gleichen den adulten Vögeln, haben aber einen eher bräunlichen Schnabel und ihre Füße und Beine sind rosa-grau.

## Verbreitungsgebiet
Das Verbreitungsgebiet des Feuerland-Austernfischers sind die Strände von der Mitte Chiles sowie dem Süden Argentiniens bis nach Feuerland und den Inseln der Kap-Hoorn-Region. Sie kommen auch auf den Falklandinseln vor, wo die Population etwa 7.000 bis 13.000 Brutpaare beträgt.

## Lebensweise
Der Feuerland-Austernfischer frisst Würmer sowie Muscheln und kleine Schnecken. Die Nahrungsweise unterscheidet sich nicht von der anderer Austernfischer-Arten: Um Muscheln zu erbeuten, suchen Austernfischer bevorzugt nach Exemplaren, deren Schale einen Spalt geöffnet ist. Hier fährt der Schnabel durch die Lücke ins Innere, so dass der Schließmuskel zerstört werden kann und sich die Schale öffnet. Oft werden aber auch die Muschelschalen von außen mit Schnabelhieben zerstört.
Im Winterhalbjahr bildet der Feuerland-Austernfischer gelegentlich Schwärme, die bis zu 100 Individuen umfassen. Die Brutbiologie des Feuerland-Austernfischers ist bislang nicht sehr gut untersucht. Auf den Falklandinseln fällt die Fortpflanzungszeit in den Zeitraum September und Oktober, was etwa einen Monat früher ist als beim sympatrisch vorkommenden Südamerikanischen Austernfischer. Das Nest ist eine flache Mulde im Sand oder angeschwemmten Tang. Das Gelege besteht aus zwei dunkel olivbraunen oder grünlichen Eiern. Über die Brutdauer und den Zeitraum bis zum Flüggewerden der Jungvögel ist nichts bekannt.

## Belege

### Einzelbelege
1. ↑  Hadoram Shirihai: A Complete Guide to Antarctic Wildlife - The Birds and Marine Mammals of the Antarctic Continent and Southern Ocean. Alula Press, Degerby 2002, S. 254
2. ↑  Hadoram Shirihai: A Complete Guide to Antarctic Wildlife - The Birds and Marine Mammals of the Antarctic Continent and Southern Ocean. Alula Press, Degerby 2002, S. 256